# Anchon aureomaculatus
Anchon aureomaculatus är en insektsart som beskrevs av Capener 1955. Anchon aureomaculatus ingår i släktet Anchon och familjen hornstritar. Inga underarter finns listade i Catalogue of Life.